# Denham Springs
Denham Springs – miasto w Stanach Zjednoczonych, w stanie Luizjana, w parafii Livingston.